# Jerzy Kołodziejczak (fizyk)

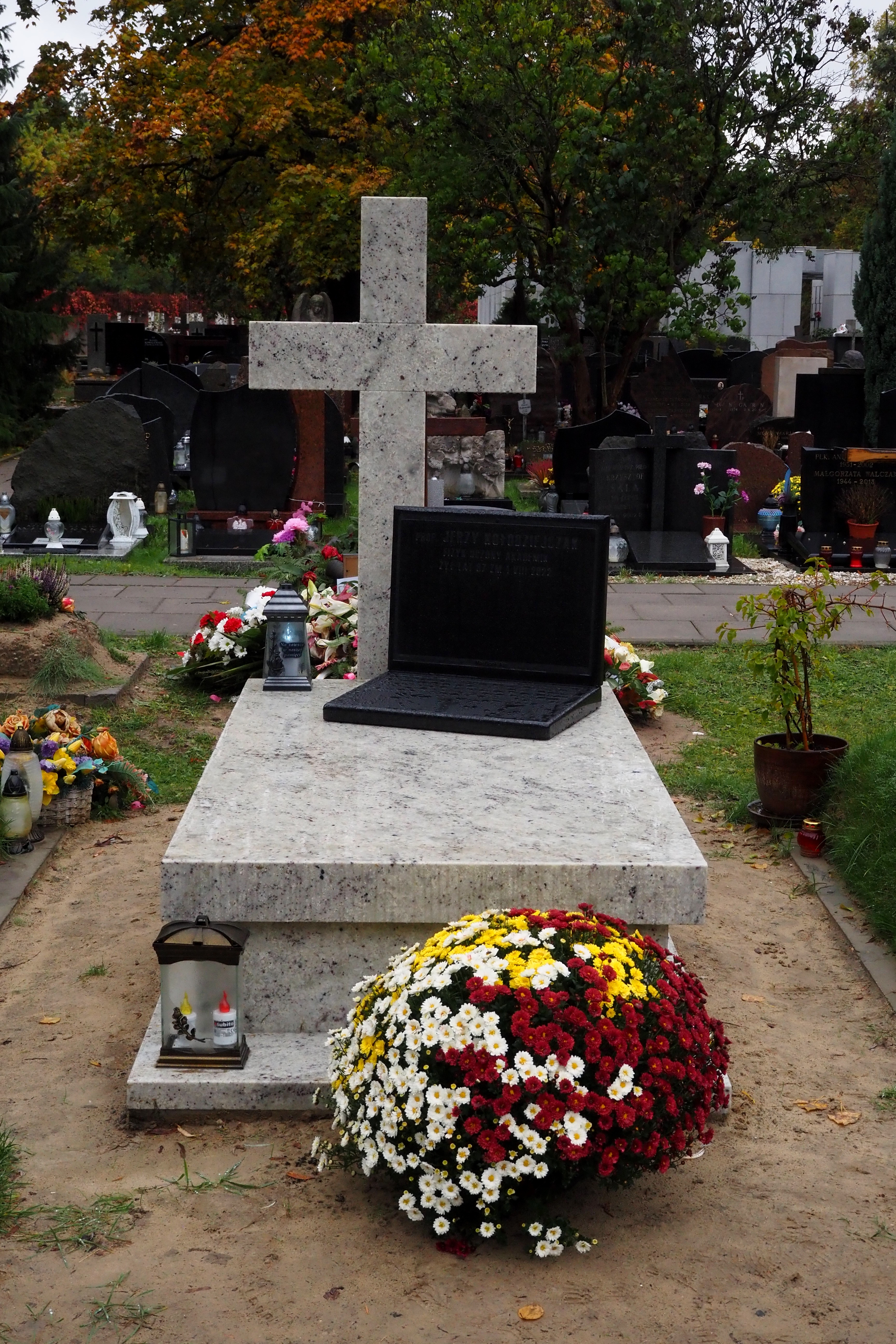
Grób prof. Jerzego Kołodziejczaka w Alei Zasłużonych na Cmentarzu Wojskowym na Powązkach w Warszawie

Jerzy Michał Kołodziejczak (ur. 17 czerwca 1935 w Warszawie, zm. 1 sierpnia 2022 tamże) – polski uczony, profesor nauk fizycznych. Studia wyższe na Wydziale Matematyczno-Fizyczno-Chemicznym Uniwersytetu Warszawskiego (1953–58).

## Życiorys
Syn Stanisława i Heleny. Stopień doktora nauk fizycznych uzyskał w 1961 roku, doktora habilitowanego – w 1963 roku, tytuł profesora nadzwyczajnego – w 1968 roku, profesora zwyczajnego – w 1974 roku. Po studiach na Wydziale Fizyki UW rozpoczął pracę naukową w nowo utworzonym Instytucie Fizyki PAN. Po objęciu w roku 1970 funkcji dyrektora Instytutu doprowadził do utworzenia kampusu naukowego w Al Lotników, którego główną częścią i wizytówką naukową stał się kierowany przez niego Instytut Fizyki PAN. JK był też inicjatorem wyodrębnienia ze struktury IFPAN Instytutu Fizyki Molekularnej PAN w Poznaniu oraz początkowo samodzielnego Zakładu, a następnie Instytutu Wysokich Ciśnień PAN „UNIPRESS”. Członek korespondent krajowy Polskiej Akademii Nauk od 1973 roku, członek rzeczywisty tej instytucji od 1991 roku, a w latach 1999–2002 wiceprezes i prezes PAN. Jest również członkiem Towarzystwa Naukowego Warszawskiego. Był przewodniczącym Rady Naukowej Instytutu Fizyki PAN. Do roku 2020, przez 12 lat pełnił funkcję przewodniczącego Rady Naukowej Instytutu Wysokich Ciśnień PAN. W latach1981–89 sprawował funkcję przewodniczącego Komitetu Fizyki PAN.

## Działalność naukowa i dydaktyczna
Specjalizacja naukowa – fizyka półprzewodników. Do najważniejszych opublikowanych prac naukowych należy blisko 100 artykułów poświęconych zjawiskom transportu elektronów oraz zjawiskom magnetooptycznym w półprzewodnikach. Prace teoretyczne autorstwa Kołodziejczaka stanowiły podstawę rozwoju głównej specjalności tzw. warszawskiej szkoły fizyki półprzewodników utworzonej przez Leonarda Sosnowskiego (półprzewodniki z wąską i zerową przerwą energetyczną). Kluczowym wynikiem tych prac było wykazanie bardzo silnego wpływu odstępstw od parabolicznej struktury pasmowej na zjawiska przewodnictwa w tej ważnej klasie półprzewodników (związki na bazie InSb oraz CdHgTe), a w szczególności udowodnienie, iż obserwowana eksperymentalna zależność np. masy efektywnej od koncentracji nośników prądu jest artefaktem i że poprawny opis zjawisk transportu musi uwzględniać mieszanie funkcji falowych elektronów w pasmie przewodnictwa oraz dziur w pasmie walencyjnym. Kołodziejczak pokazał w swych pracach, iż uwzględnienie wspomnianego efektu prowadzi do bardzo silnych efektów nieliniowych w optycznych własnościach półprzewodników oraz bardzo istotnych modyfikacji zjawisk elektrycznych (mechanizmów rozpraszania nośników). Istotnym wynikiem naukowym JK było odkrycie podczas pobytu naukowego w MIT, wspólnie z japońskim fizykiem Yuishiro Nishiną, międzypasmowego (kwantowego) zjawiska Faradaya i Voigta w germanie.
W czasie pracy w Instytucie Fizyki PAN wypromował 15 doktorów. W pierwszej połowie lat 60. XX wieku prowadził na Uniwersytecie Warszawskim wykłady z fizyki dla studentów I i II roku, W późniejszych latach wykładał W Szkole Nauk Ścisłych PAN, włączonej następnie do Uniwersytetu im. Kardynała Stefana Wyszyńskiego oraz w Wyższej Szkole Informatyki Stosowanej i Zarządzania w Warszawie.
Członek Prezydium PAN (1975–80, 1990–2006); zastępca sekretarza naukowego PAN (1975–80); sekretarz (1990–97)a następnie przewodniczący (1997–98) Wydziału III Nauk Matematycznych, Fizycznych i Chemicznych PAN; wiceprezes PAN (1999–2002), p.o. prezesa PAN (2002–03); przewodniczący Komitetu Fizyki PAN (1981–89); dyrektor Instytutu Fizyki PAN (1970–81); przewodniczący Rady Naukowej Instytutu Fizyki PAN (1988–90), przewodniczący Rady Naukowej Instytutu Wysokich Ciśnień PAN (od 2007).

## Nagrody i wyróżnienia
W trakcie swojej kariery naukowej uhonorowany m.in. następującymi nagrodami i wyróżnieniami:
- Zespołową Nagrodą Państwową pierwszego stopnia (1978),
- Pierwszą Nagrodą im. Marii Skłodowskiej-Curie (1967),
- Krzyż Komandorski z Gwiazdą Orderu Odrodzenia Polski (2005)[7]
- Krzyż Komandorski Orderu Odrodzenia Polski (1999)[8]

- Order Przyjaźni (2001, Rosja)[9]